# Silver Springs (New York)
Pour les articles homonymes, voir Silver Spring.
Silver Springs est un village du comté de Wyoming, dans l'État de New York, aux États-Unis,. En 2010, il compte une population de 782 habitants.

## Démographie
Lors du recensement de 2010, le village comptait une population de 782 habitants, tandis qu'en 2019, elle est estimée à 732 habitants.